# Kingfisher County
Kingfisher County ist ein County im Bundesstaat Oklahoma der Vereinigten Staaten. Der Verwaltungssitz (County Seat) ist Kingfisher. Das U.S. Census Bureau hat bei der Volkszählung 2020 eine Einwohnerzahl von 15.184 ermittelt.

## Geographie
Das County liegt nordwestlich des geographischen Zentrums von Oklahoma und hat eine Fläche von 2346 Quadratkilometern, wovon 8 Quadratkilometer Wasserfläche sind. Es grenzt im Uhrzeigersinn an folgende Countys: Garfield County, Logan County, Canadian County, Blaine County und Major County.

## Geschichte
Kingfisher County wurde 1890 als Original-County aus den Unassigned Lands gebildet und hatte ursprünglich die Bezeichnung County Nr. 5. Benannt wurde es, ebenso wie die Bezirkshauptstadt, nach dem Kingfisher Creek, der durch das County fließt. Besiedelt wurde das County durch weiße Siedler während der ersten offiziellen Land-Besitznahme (Oklahoma Land Run) vom 22. April 1889.

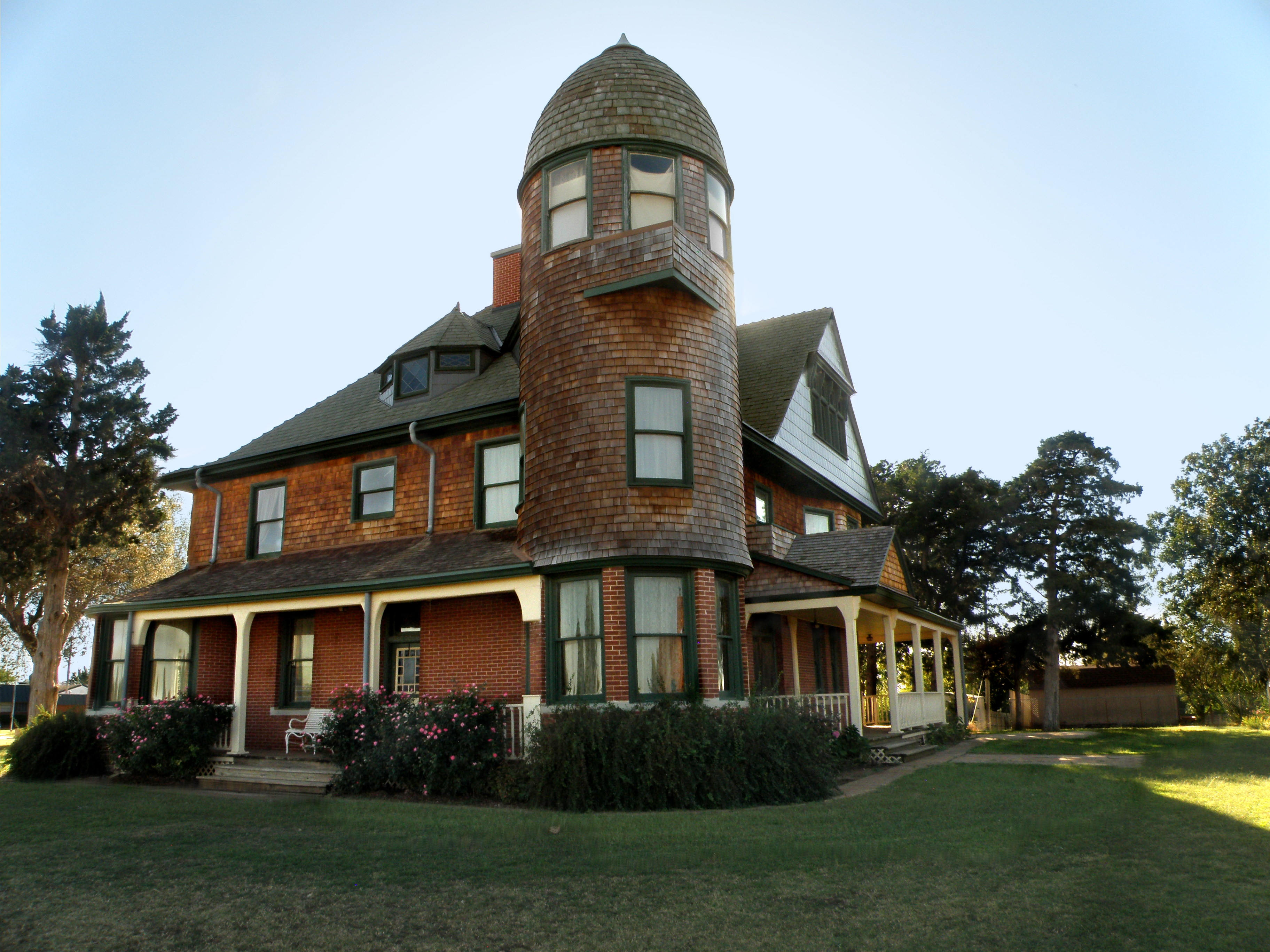
Die Seay Mansion ist einer von zehn Einträgen des Countys im NRHP.

Zehn Bauwerke und Stätten des Countys sind im National Register of Historic Places (NRHP) eingetragen (Stand 2. Juni 2018).

## Demografische Daten

Bevölkerungspyramide von Kingfisher County

Nach der Volkszählung im Jahr 2000 lebten im Kingfisher County 13.926 Menschen in 5.247 Haushalten und 3.893 Familien. Die Bevölkerungsdichte betrug 6 Einwohner pro Quadratkilometer. Ethnisch betrachtet setzte sich die Bevölkerung zusammen aus 88,09 Prozent Weißen, 1,59 Prozent Afroamerikanern, 3,02 Prozent amerikanischen Ureinwohnern, 0,22 Prozent Asiaten, 0,01 Prozent Bewohnern aus dem pazifischen Inselraum und 4,34 Prozent aus anderen ethnischen Gruppen; 2,74 Prozent stammten von zwei oder mehr Ethnien ab. 6,90 Prozent der Bevölkerung waren spanischer oder lateinamerikanischer Abstammung.
Von den 5.247 Haushalten hatten 35,4 Prozent Kinder unter 18 Jahre, die im Haushalt lebten. 62,2 Prozent waren verheiratete, zusammenlebende Paare, 8,0 Prozent waren allein erziehende Mütter. 25,8 Prozent waren keine Familien, 23,5 Prozent waren Singlehaushalte und in 12,0 Prozent der Haushalte lebten Menschen im Alter von 65 Jahren oder darüber. Die durchschnittliche Haushaltsgröße betrug 2,60 und die durchschnittliche Familiengröße betrug 3,08 Personen.
27,2 Prozent der Bevölkerung waren unter 18 Jahre alt, 8,2 Prozent zwischen 18 und 24, 26,8 Prozent zwischen 25 und 44, 22,4 Prozent zwischen 45 und 64 und 15,4 Prozent waren 65 Jahre oder älter. Das Durchschnittsalter betrug 38 Jahre. Auf 100 weibliche Personen kamen 95,1 männliche Personen. Auf 100 Frauen im Alter von 18 Jahren oder darüber kamen 92,9 Männer.
Das jährliche Durchschnittseinkommen eines Haushalts betrug 36.676 USD und das durchschnittliche Einkommen einer Familie betrug 43.242 USD. Männer hatten ein durchschnittliches Einkommen von 30.918 USD gegenüber den Frauen mit 19.819 USD. Das Prokopfeinkommen betrug 18.167 USD. 8,5 Prozent der Familien und 10,8 Prozent der Bevölkerung lebten unterhalb der Armutsgrenze.